# 飛騨一向一揆
飛騨の一向一揆（ひだのいっこういっき）は、文明年間から明応年間（1500年ごろ）にかけて、飛騨白川郷を中心に起こった一向一揆。

## 『岷江記』に基づく飛騨一向一揆

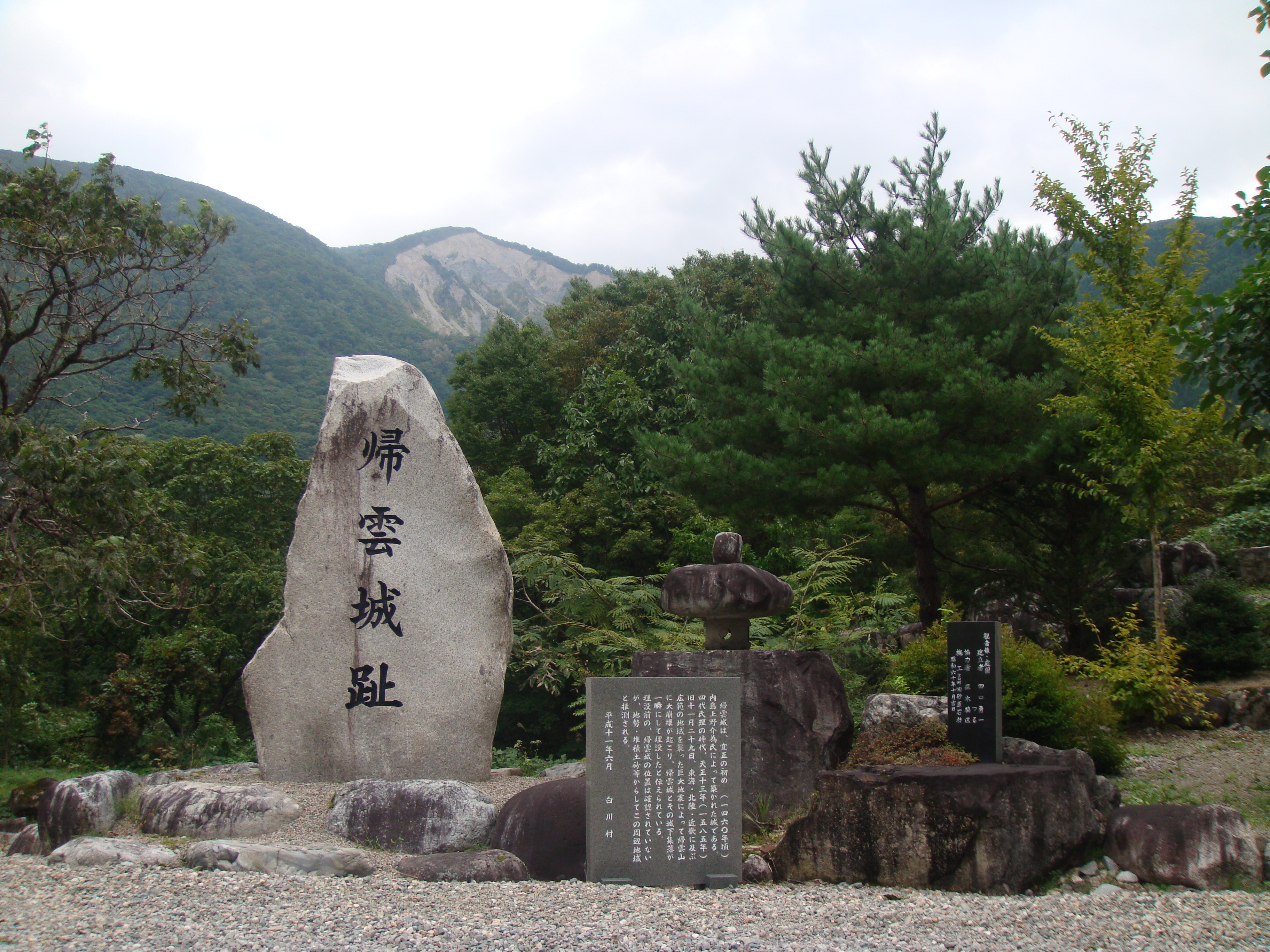
飛騨内ヶ島氏が居城とした帰雲城趾の碑

飛騨一向一揆の同時代史料は後述の蓮如書状を除いて全く存在せず、後述する蓮如書状の発見まで白川正蓮寺の『岷江記』のみが唯一の記録であった。『岷江記』の記録に基づき、一揆の経過をまとめると以下の通りとなる。

### 文明の一揆
嘉念坊善俊は浄興寺善性の次男で、同時に承久の乱で配流となった後鳥羽上皇の孫であった。善俊も伊豆に配流となったが、関東から戻る親鸞に弟子入りし、諸国行脚の後に白川郷鳩が谷に道場を開いた。善俊の開いた道場は正蓮寺と名付けられ、善俊から9代後の教信・明教兄弟の頃より在地領主の内ヶ島氏と対立するようになった。『岷江記』によると、教信は武士にあこがれて寺を明教に譲り、三島将監と名乗ったが、これに対し内ヶ島将監が同じ名を名乗るとは不届きであると怒ったという。
そこで長享2年（1488年）に正蓮寺は内ヶ島将監（内ヶ島為氏か）の攻撃を受け、三島将監・明教は一度は攻撃を退けたものの、再度の攻撃で正蓮寺は焼き払われ、明教も自害した。明教の息子亀寿丸は越前永平寺に逃れ、長じると本願寺8代蓮如を訪ねて正蓮寺再興を許された。この時、亀寿丸は本願寺9代実如より「明心」という法名と「うつぼ字」の六字名号を下付され、また「正蓮寺」の名も「照蓮寺」と改められた。また、蓮如の仲立ちによって内ヶ島氏と和解し、内ヶ島氏の娘を娶って中野に照蓮寺を再建したとされる。
一方、これに関する記述として『飛州志』の「内島略系」には「文明七年乙未未釈明教討取、同十七年乙巳三島将監討取」と記される。一揆の起こった年が『岷江記』とは食い違うが、『岷江記』の「長享2年」は加賀一向一揆の勃発年にあわせたものと推定されるため、『飛州志』の年次が正しいと考えられる。よって、最初に三島将監・明教兄弟と内ヶ島氏の対立が起こったのが文明7年（1474年）、三島将監が討ち取られ一連の戦乱が終息したのが文明17年（1484年）のことと推定される。
なお、文明4年から文明8年にかけて飛騨姉小路家で内紛が起こっているが、この内紛と一向一揆の広まりは連動していたのではないかとする説もある。この頃、姉小路家が本願寺と密接な関係を有していたことは、姉小路基綱の娘が蓮如に嫁いでいたことからも裏付けられる。

### 『岷江記』の問題点
以上が『岷江記』に基づく飛騨一向一揆の過程であるが、後世の編纂物であることから不審な点がいくつか存在する。まず、飛騨における真宗の起源を鎌倉時代の善俊に求めているが、他の史料の裏付けが皆無な伝承であり、史実とは考え難い。この点については、『飛州志』に善俊が宝徳年間（1449-1452年）に白川に道場を立てたとの記載があることから、やはり善俊は室町時代の人物と見なす見解が主流である。
また、同じ名前（将監）を名乗ったことが対立の原因という事についても、内ヶ島為氏が将監と名乗った記録がないことから事実とはみなしがたい。岡村守彦は嘉念坊善俊が「三島弥九郎」なる人物に宛てた書状に注目し、三島氏を内ヶ島氏進出以前からの在地有力者であったと推定する。
以上のように、飛騨一向一揆の実態は不明瞭で推測に頼らざるを得ない時期が長く続いていた。三木昌之はこのような状況について、「飛騨の真宗史は『岷江記』以来の寺史類をいかに実証し、また克服するかにある」とも評している。しかし、後述する2019年に発見された「六月二日付蓮如書状」によって研究が大きく進展することとなった。

## 六月二日付蓮如書状
「六月二日付蓮如書状」は2017年（平成29年）に京都市潮音堂の目録で写真付きで公開されたことから存在を知られ、2019年（令和元年）より白川耕雲塾で所蔵されることとなった。本書状の真贋について、金龍静は蓮如直筆書状によくみられる字形の特徴、蓮如直筆にしては不自然な表現の双方が存在することを指摘する。ただし、金龍静は後世の偽文書であるならば「言語道之次第」は「言語道断之次第」と改められるはずであるとも述べ、蓮如の真筆ではあるが、既に老齢であったため筆致が不安定な時期に作成された書状と推定する。なお、発行年は記載されていないが明応7年（1498年）の発行と推定されている。

### 書状の内容
金龍静による翻刻・研究に基づくと、書状の内容は以下の通りである。便宜上内容を六段に分け、番号を付した。

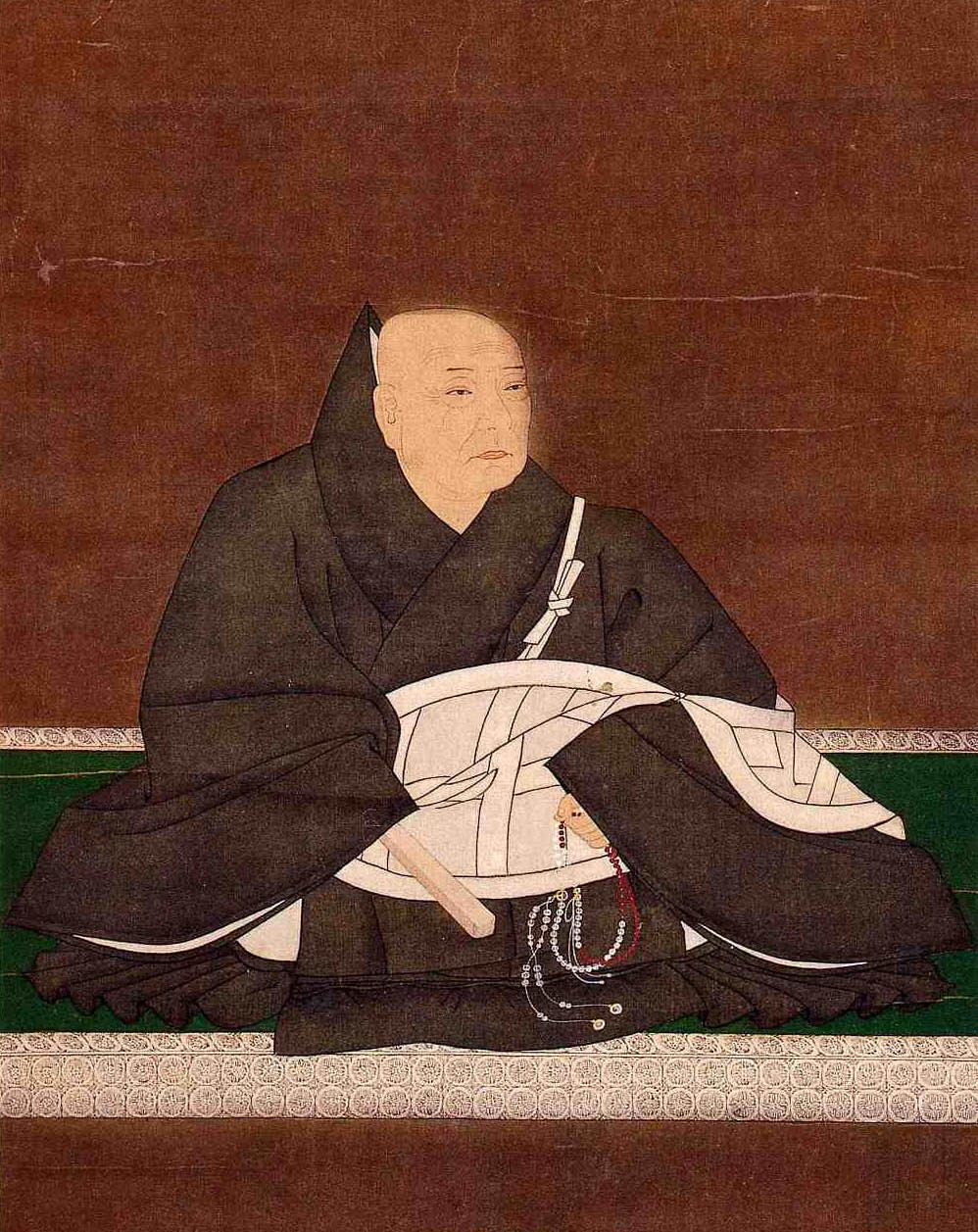
蓮如影像（室町時代作）

本書状の（2）（4）において門徒が地頭（＝内ヶ島氏）に対し「弓箭を取った（戦闘を交えた）」ことに言及しており、これによってはじめて同時代史料によって飛騨一向一揆の戦闘が裏付けられることとなった。本書状によると、白川善俊の後継者である民部とその子松若は在地地頭（内ヶ島氏）と戦闘を交えていたが、去る年に地頭側が坊主の要求を容れて停戦に至っていた。
ところが明応7年2月に12日間に渡って戦闘が再開され、しかも民部と松若は本願寺からの命令と偽って加賀・越中の門徒に協力を要請していた。蓮如は一連の行動を「言語道断の次第である」と叱責し、北陸方面の信徒を統括する蓮誓に対し関係者を破門するよう命じた、というのが書状の内容である。

### 書状に基づく一揆の経緯
この書状の内容は、飛騨各地の真宗寺院に現存する絵像本尊の記載によっても裏付けられる。裏書に「善俊門徒」と記される絵像本尊は文明17年11月28日付のものを始めとして24幅現存するが、明応7年（1498年）1月18日付絵像以降のものは発見されていない。一方、「照蓮寺（正蓮寺）門徒」と記される絵像本尊は明応3年（1494年）9月18日付のものを始めとして、元亀・永正年間以後の日付を持つ裏書が残っている。そのため、文明～明応年間の飛騨真宗門徒は一枚岩ではなく、「善俊門徒」と「正蓮寺門徒」という二つの派閥に分かれていたと想定されることは、本書状の発見前から指摘されていた。
そして、本書状の内容によって、本願寺の意に背いた一揆を行ったことで「善俊門徒」が明応7年6月に破門されたことが明らかとなった。このために明応7年1月18日付絵像を最後として「善俊門徒」に絵像本尊が下賜されることはなく、「正蓮寺門徒」に吸収されていったものと推定される。

### 唯乗・善宗について
『岷江記』は照蓮寺が断絶していた時期、飛騨国出身の牧ヶ野唯乗・楢谷善宗という人物が蓮如に随従し、親鸞影像を下付されたと伝えている。上述したように『岷江記』の記述はそのまま史実とは考え難いが、牧ヶ野唯乗・楢谷善宗らが「六月二日付蓮如書状」が出された頃に実在したことは、現存する御影・絵像等の裏書から確認される。
楢谷善宗（円実）については、文明17年絵像本尊で「善俊門徒（願主円実）」、長享2年親鸞御影で「願主善宗」、明応3年本尊書で「奈良谷実円門徒」、永正11年尊像裏書では「照蓮寺門徒善宗下」とそれぞれ記されている。これらの裏書により、楢谷（奈良谷）善宗（円実）は文明年間時点で「善俊門徒（善俊の下位）」であり、長享の一揆を経て直参身分となったが、永正11年までに「照蓮寺門徒（照蓮寺の下位）」となったことが分かる。とりわけ長享2年に下付された親鸞御影は真宗門徒にとって最重要宝物であり、この頃円実が善俊門徒の代表格的人物であったと裏付けられる。
また牧ヶ野唯乗については、郡上郡八幡町の長敬寺所蔵の明応7年2月15日付蓮如寿像裏書に「飛騨国白河正蓮寺門徒牧野」、明応7年7月15日付蓮如寿像裏書に「飛州白河牧野」とそれぞれ記されている。牧ヶ野唯乗が所持していた親鸞影像については、永正10年（1513年）時点で唯乗の息子了宗が所持していた親鸞影像を、照蓮寺明心の願いにより2年後に照蓮寺に移すこととなった旨記載した書状が現存している。同様の事が「照蓮寺並三福地治部卿由来記」にも記されており、この由来記によると牧ヶ野と奈良谷の道場から親鸞影像が召し上げられ、この二幅の影像を照蓮寺が所持していたとする。
以上の記録により、「善俊門徒」が没落する直前の明応年間頃から、「中野照蓮寺」が建設される大永元年まで、牧ヶ野唯乗楢谷善宗らが飛騨の真宗門徒を主導する立場にあったことが窺える。牧ヶ野唯乗・楢谷善宗らの立ち位置については諸説あるが、「善俊門徒」とも「中野照蓮寺」とも立場を別にする、別個の集団ではないかと推定されている。

## 最新の研究成果に基づく飛騨一向一揆

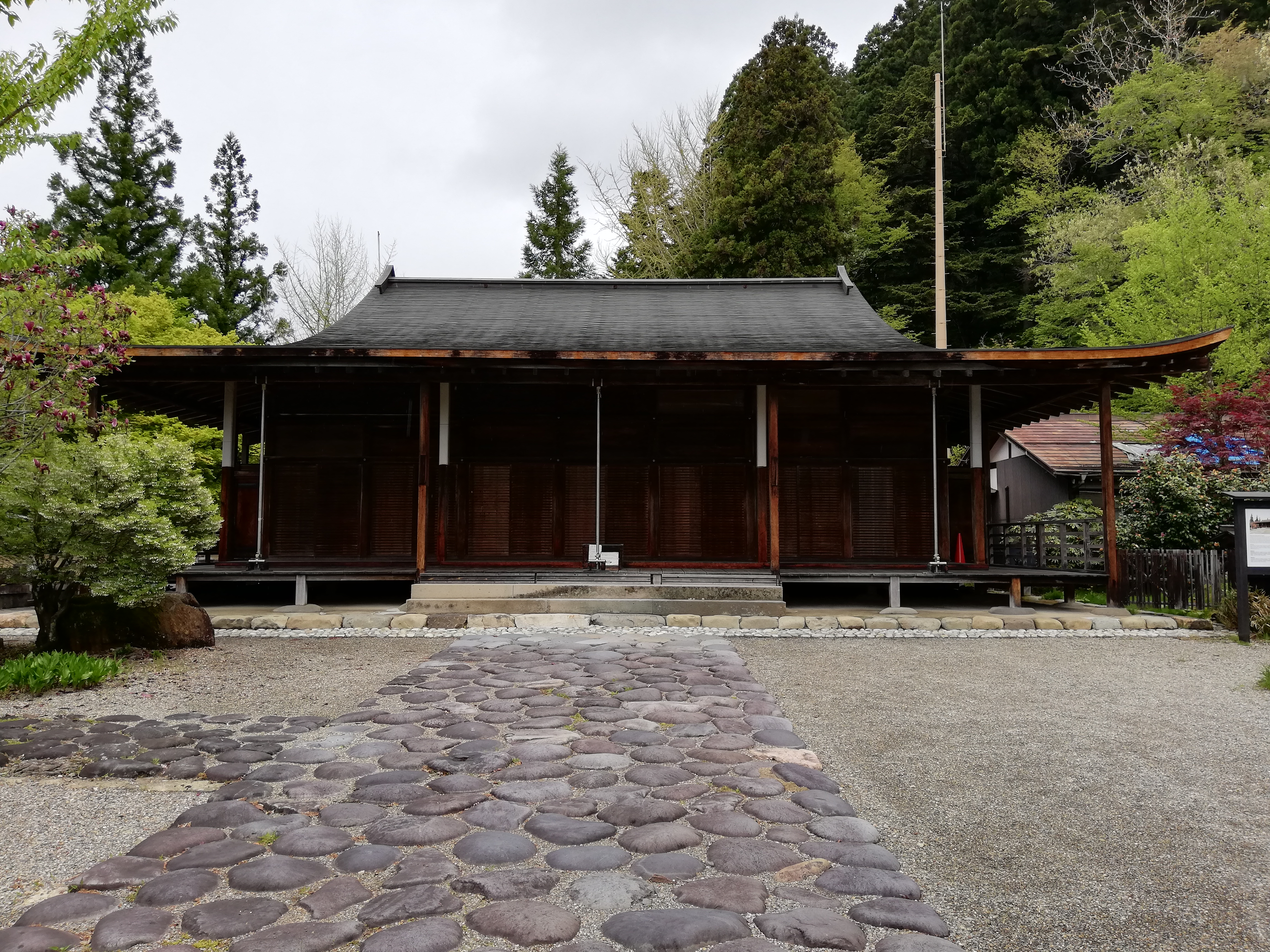
現在の中野照蓮寺。

「六月二日付蓮如書状」の発見により、飛騨一向一揆は真宗門徒と内ヶ島氏の対立のみならず、善俊門徒と本願寺間の対立が問題となっていたことが判明した。蓮如書状の内容とそれに伴う研究を踏まえ、飛騨一向一揆の経緯をまとめなおすと以下のようになる。

### 「善俊門徒」の勢力拡大
文明年間、蓮如の吉崎御坊滞在によって北陸一帯で真宗門徒が急増したが、これは一方で新規門徒と既存の他派閥門徒との対立も招いた。飛騨地域においてこの対立は「高田派・三門徒派（善俊門徒）と本願寺派（正蓮寺門徒）の対立」という形で現れ、善俊門徒は旧来の地元有力者三島氏と結び、正蓮寺門徒は内ヶ島氏と組んだと想定される。両者の武力闘争はまず文明7年（1475年）に起こり、この時「善俊門徒」の明教が殺された。
そして、文明5年の加賀一向一揆、文明13年の越中一向一揆（田屋川原の戦い）に連動する形で、文明17年（1485年）に飛騨一向一揆が勃発した。この時の戦闘によって三島将監が討ち取られたが、これは本願寺派と対立する善俊門徒の敗北を意味すると推定される。なおこの頃、蓮如が下付した本尊は下白川（現白川村地域）から遠く離れた地域に散在しており、下白川を基盤とする「善俊門徒」と、それ以外の地域に散らばる「正蓮寺門徒」という勢力圏が既に生じていたようである。

### 「善俊門徒」の没落
長享2年（1488年）の加賀国長享一揆（＝「百姓の持ちたる国」成立）を経て、明応年間にいよいよ「善俊門徒」と「正蓮寺門徒」の対立は頂点に達した。文明年間時点で「善俊門徒（善俊の下位）」であった楢谷善宗に、明応3年（1494年）に親鸞御影を下付して直参身分としたのは、善俊門徒の切り崩し工作という側面を有していたと推測される。また同年9月18日には初めて「白川照蓮寺門徒」宛ての絵像が下付され、「照蓮寺門徒」と「善俊門徒」の対立が明確となる。明応6年（1497年）に善俊門徒は本願寺の命令と偽って加賀・越中門徒に協力を募り内ヶ島氏を攻めようとしたが、翌明応7年（1498年）に加賀・越中門徒の注進によって事態を把握した蓮如によって遂に善俊門徒は破門とされてしまった。

### 牧ヶ野・楢谷道場時代
善俊門徒が破門されたのと同年（1498年）、牧ヶ野唯乗に親鸞影像が下付され、牧ヶ野唯乗と楢谷善宗らが飛騨真宗門徒の代表的立場と位置付けられた。文亀2年（1502年）〜文亀3年（1503年）頃に影像を下付された「白川門徒」は、もと「善俊門徒」であるが、牧ヶ野・楢谷とは別個に帰順した派閥と考えられる。ほぼ同時期、明心なる僧侶（伝承上は善俊の後裔）が照蓮寺の移転に着手し、永正元年（1504年）には中野照蓮寺が完成した。

### 中野照蓮寺の勢力確立
以後、本願寺に直属する照蓮寺を頂点とする体制が整備され、その象徴として永正10年（1513年）に「了宗（牧ヶ野唯乗の後継者か）が所持する親鸞御影の照蓮寺移徒」がなされた。大永元年（1521年）に「中野照蓮寺明心」宛に下付がなされた頃に、初めて内外ともに明心が成人した当事者として認識されるようになった。そしてこれは、文明年間から続いてきた「飛騨一国本願寺派化」が最終的に完了したことを意味した。以上、飛騨における一向一揆の発展は、一面において「蓮如による飛騨征伐（本願寺化）」という側面を有していたと総括できる。

## 永正年間以後の動向
照蓮寺を中心とする飛騨一向一揆の体制が確立し、また内ケ島氏との関係が安定化したことによって、飛騨国内における一向宗と武士（国人）の対立はほとんど見られなくなった。しかし、飛騨国外においてはむしろ一向宗と武士の対立は激しさを増していたため、永正年間以後の飛騨一向宗徒は主に国外の戦場にて活動するようになった。

### 永正17年の一揆
照蓮寺が飛騨一向宗を率いる武装集団として国外で知られるようになるのは永正17年（1520年）以後のことで、永正17年は越中において大規模な争乱のあった年であった。2月18日付で本願寺の下間頼慶・頼玄らが連署して照蓮寺に送った書状が残っており、この頃内ケ島氏が上洛し、本願寺実如と面談して北陸情勢について協議したことが記されている。
これに対し、照蓮寺明心が「越中国御進発の儀に就いて」、「加賀衆と申し合わせて忠節を致す」旨を8月28日付書状で回答している。なお年次未記載の三月十日付頼秀添状に基づいて内ケ島・飛騨一向宗が永正17年に越中国氷見多胡城で戦ったとする説もあるが、現在ではこの戦闘を天文元年の事とする学説が主流である。

### 大小一揆
また、享禄4年（1531年）に始まる大小一揆（享禄の錯乱）においても、7月2日付書状にて「若松殿（若松坊本泉寺）御退治に就いて」便宜を図るよう白川惣中に本願寺実英から通達されている。これを受けて、照蓮寺明心は内ケ島氏が加勢しますと回答したが、下間蓮応は「三箇条の掟」に抵触しないよう照蓮寺が直接出陣するのは認められないと述べている。もっとも、書状の後半で「自然の助成」をお願いしたいとも述べられており、一向宗の内部抗争であるが故に公的な援軍要請はできないが、少しでも助成が欲しい苦しい立場が窺える。ただし、享禄4年は飛騨古川地区で姉小路家の内乱が起こった年でもあり、いずれにせよ照蓮寺・内ケ島氏は大規模な派兵を行える状況にはなかったとみられる。
大小一揆は大一揆側の勝利に終わったが、続いて天文年間にはこれを好機と見た周辺の諸勢力が加賀国に攻め入った（天文の乱）。上述したように飛騨一向一揆と内ヶ島はこの時出兵しており、氷見多胡城で恐らくは能登畠山軍と交戦し内ヶ島兵衛大夫なる人物が戦死するに至った。享禄5年（1532年）3月、大和国の小山慶心（小山御坊）が尾山御坊（現金沢市）に向かう道すがら飛州白川郷照蓮寺へ立寄り、前年の越中出兵を感謝し内島兵衛大夫の戦死を弔慰したとの記録が残っている。

### 川中島の戦い
一方この頃、新興勢力の三木直頼が勢力を拡大して飛騨の大部分を制圧しており、1530年代からおよそ四半世紀にわたり飛騨国は安定した情勢にあった。飛騨国内の一向宗徒の増加も天文・弘治年間以後は横ばいとなっており、既に大永年間には門徒数の増加は限界を迎えていたようである。また一方、高原の聞名寺もこの頃勢力を拡大しており、天文17年に照蓮寺善了の弟覚玄が聞名寺に用紙入りすることによって友好関係を確立した。
しかし三木直頼が没して三木良頼が跡を継いだころには、甲斐の武田晴信と越後の長尾景虎が隣国信濃を巡って軍事衝突を繰り広げており（川中島の戦い）、飛騨国も武田・長尾の抗争に巻き込まれるようになっていった。三木氏は長尾景虎（上杉謙信）の側について越中の一向一揆と戦闘を交えたが、飛騨一向一揆と対立したとの記録はなく、両者は妥協的な関係にあったようである。

### 金森長近の飛騨平定
天正13年（1585年）、羽柴秀吉の命を受けて飛騨国に侵攻した金森長近は、同年中に飛騨を平定した。金森長近の支配に抵抗する勢力が一揆を続けたが、天正15年（1587年）に金森長近と照蓮寺の協調関係が確立したことで、金森長近の支配は安定化した。これにより、飛騨一向一揆は飛騨高山藩の支配下に入って江戸時代を迎えることとなった。